# 호바르 루글란
하바드 러글란드(Håvard Rugland, 1985년 ~ )는 노르웨이의 미식축구 선수로, 포지션은 키커이다. 2012년 9월 16일, 러글란드는 유튜브에 bighdeluxe라는 계정으로, 미식축구공을 차는 내용의 Kickalicious™이라는 영상물을 올렸다. 이 영상물은 순식간에 유행이 되었고, 2012년 12월 뉴욕 제츠가 영업의사를 밝혔다. 2013년 4월, 클리블랜드 인디언스와 디트로이트 라이언스가 영업의사를 밝혔으나 5월에 결국 라이언스와의 계약을 맺었다.